# Osterhausen
Osterhausen ist seit dem 1. Januar 2009 ein Stadtteil der Lutherstadt Eisleben im Landkreis Mansfeld-Südharz in Sachsen-Anhalt (Deutschland). Der Stadtteil besteht aus den Dörfern Sittichenbach, Klein- und Großosterhausen, durch Letzteres fließt die Rohne. In Osterhausen gibt es ein Osterhasenpostamt.

## Geografie
Der Ort liegt rund 12 km südlich von Lutherstadt Eisleben unweit der B 180 und der A 38.

## Geschichte
Erstmals wird Osterhausen in einer Schenkungsurkunde des karolingischen Königs Karl erwähnt, in der er 777 die Kapelle zu Osterhausen dem Kloster Hersfeld schenkt. In einem zwischen 881 und 899 entstandenen Verzeichnis des Zehnten des Klosters Hersfeld (Hersfelder Zehntverzeichnis) werden Groß- und Kleinosterhausen als zehntpflichtige Orte Osterhusa im Gau Friesenfeld genannt. Nach dem Ort benannte sich auch die sächsisch-thüringische Adelsfamilie von Osterhausen. Groß- und Kleinosterhausen gehörten bis 1815 zum sächsischen Amt Sittichenbach des Königreichs Sachsen und gelangten dann an den Kreis Querfurt des Regierungsbezirks Merseburg der preußischen Provinz Sachsen. Das Ortsbild wird durch die weithin sichtbare Kirche St. Wigbert geprägt. In Kleinosterhausen befindet sich des Weiteren die Kirche St. Stephanus, die mit ihrer welschen Haube das Ortsbild prägt.
Am 1. Januar 2009 wurde die bis dahin selbstständige Gemeinde Osterhausen nach Eisleben eingemeindet.

## Persönlichkeiten
Söhne und Töchter der Gemeinde
- August Hahn (1792–1863), evangelischer Theologe
- Wolfgang Süß (* 1934), Politiker (SED, PDS)

Personen, die mit dem Ort in Verbindung stehen
- Erhard Bodenschatz (1576–1636), Pastor, Kantor und Komponist, starb hier
- Bruno Müller (1859–1921), evangelischer Theologe, war Pfarrer im Ort
- Lothar Lauterbach (1929–2022), deutscher Miniaturschnitzer und Naturschützer